# Pietro Rava
Pour les articles homonymes, voir Rava.
Pietro Rava (né le 21 janvier 1916 à Cassine près d'Alexandrie dans le Piémont et mort le 5 novembre 2006 à Turin) est un footballeur international italien, qui a joué en tant que défenseur avant de se reconvertir comme entraîneur.

## Biographie

### Club
Il joua en tout 289 matchs de Serie A avec la Juventus, de 1935 à 1950 (13 buts, dont 7 en 1945-46). Il dispute son premier match le 3 novembre 1935 lors d'un match nul 1-1 contre la Fiorentina.

### Sélection
International Italien (30 sélections) entre 1936 et 1946, Rava dit Pierone, avec ses 1,88 m, a occupé le poste d'arrière gauche, notamment aux côtés d'Alfredo Foni, pour une fameuse paire aux Jeux olympiques 1936 de Berlin et en Coupe du monde 1938 à Paris (avec Ugo Locatelli et Sergio Bertoni (qui ne joue pas la finale de CM), ils furent les quatre seuls italiens à avoir obtenu à la fois les titres mondiaux et olympiques). 
À sa mort, il était l'ultime survivant des joueurs de la finale de la Coupe du monde 1938.

## Palmarès
| Juventus - Championnat d'Italie (1) : - Champion : 1949-50. - Vice-champion : 1937-38, 1944 (championnat de Ligurie-Piémont) 1945-46 et 1946-47. - Coupe d'Italie (2) : - Vainqueur : 1937-38 et 1941-42. |  | Italie - Coupe du monde (1) : - Vainqueur : 1938. - Jeux olympiques : - Or : Berlin 1936. |

## Liens externes

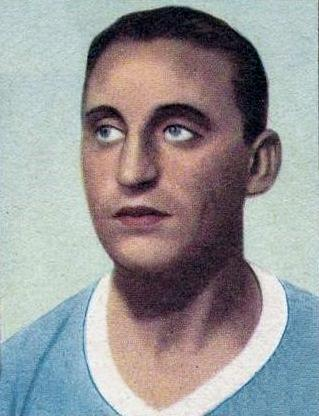
Pietro Rava au Novara Calcio, en 1950.